# Amabélia Rodrigues
Amabélia Rodrigues ist eine Epidemiologin aus Guinea-Bissau. Sie war die erste Direktorin des Nationalen Instituts für Gesundheit von Guinea Bissau (Instituto Nacional de Saúde pública).             

## Leben
Amabélia Rodrigues war die Tochter des Polizeichefs. Er vermittelte ihr die Leidenschaft zu Lesen.
Sie errang ein Regierungsstipendium zum Studium der Medizin mit dem Schwerpunkt Öffentliche Gesundheit, mit welchem sie in der Sowjetunion studieren konnte. Sie ging an die Universität Donezk in der heutigen Ukraine. Nach Abschluss ihrer Ausbildung kehrte sie nach Guinea-Bissau zurück und begann als Epidemiologin zu arbeiten in der Direcção-Geral de Higiene e de Epidemiologia (Generaldirektion für Hygiene und Epidemologie). In dieser Zeit bekämpfte sie vor allem AIDS (SIDA)

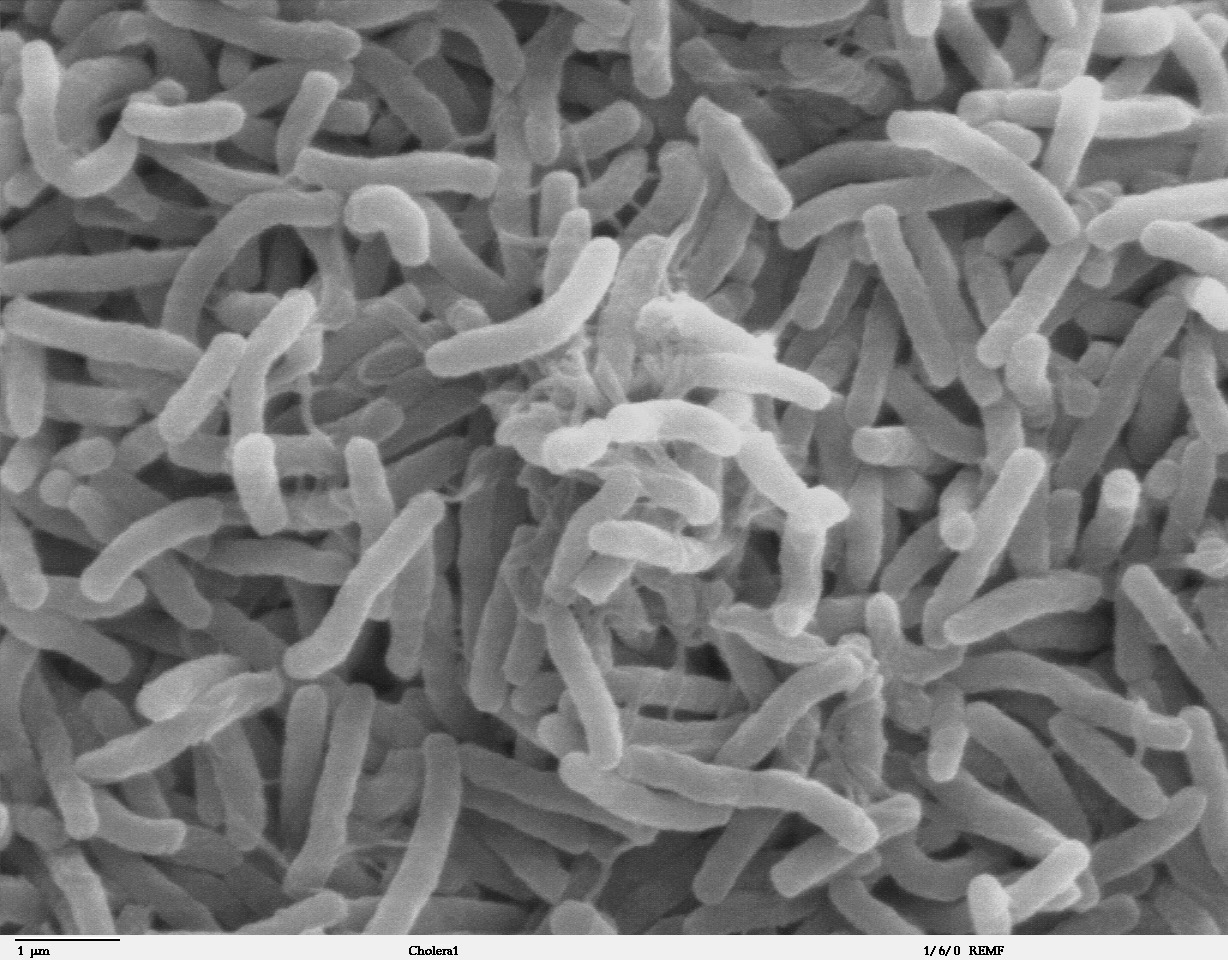
Cholera-Bakterien

Guinea-Bissau wurde von einer Cholera-Epidemie heimgesucht und Amabélia Rodrigues entschloss sich, entgegen den Empfehlungen der Weltgesundheitsorganisation (OMS), die Faktoren zu erforschen, welche zu der häufigen Übertragung der Bakterien in Guinea-Bissau führten, um ein dem Land angepasstes Massnahmenpaket zu ermitteln. Dadurch wurde sie zur Leiterin des Projecto de Saúde Bandim.
Während der COVID-19-Pandemie haben die Syddansk Universitet und das Instituto de Higiene e Medicina Tropical (IHMT) der Universidade Nova de Lisboa 2020 ein Forschungsprojekt ins Leben gerufen, welches erforschen sollte, ob die durch das Coronavírus krankheitsbedingten Ausfälle des Gesundheitspersonals in Kap Verde, Guinea-Bissau und Mosambik, vermindert werden könnte, wenn die Mitarbeiter mit einem Impfstoff gegen Bacillus Calmette-Guérin (BCG) geimpft werden. Rodrigues leitete die Projektgruppe für Guinea-Bissau.
Sie war von 2009 bis 2012 die erste Direktorin des Instituto Nacional de Saúde Pública von Guinea-Bissau.

## Werke
- The pattern of cholera disease in Guinea-Bissau: risk factors and local preventive measures. 2001.[7]
- Mit Celso Soares Pereira Batista: MHealth to Improve Measles Immunization in Guinea-Bissau: Study Protocol for a Randomized Controlled Trial. 2016.[8]
- Mit Peter Aaby, Laura Hoemeke, Michael J. Deml, Zhao Jinkou, Emmanuel Kabengele Mpinga: Chronic political instability and HIV/AIDS response in Guinea-Bissau: a qualitative study. 2021.[9]